# Claudio Ambrosini
Claudio Ambrosini (* 9. April 1948 in Venedig) ist ein italienischer Komponist.

## Leben und Wirken
Ambrosini studierte bis 1972 Fremdsprachen und Literatur an der Università di Milano. Er studierte dann am Conservatorio di Venezia bis 1975 elektronische Musik bei Alvise Vidolin und bis 1978 historische Musikinstrumente, daneben an der Università di Venezia Musikgeschichte.
Seit 1976 arbeitete er am Centro per la Sonologia Computazionale in Padua. 1979 gründete er in Venedig das Ensemble Ex Novo, das sich ausschließlich der Aufführung zeitgenössischer Musik widmet und das er seither leitet. 1983 gründete er das Centro Internazionale per la Ricerca Strumentale, dessen Leiter er ist.
1985 erhielt er als erster Italiener den Prix de Rome. Im gleichen Jahr war er der Vertreter Italiens beim Europäischen Jahr der Musik. Im Folgejahr vertrat er Italien beim International Rostrum of Composers der UNESCO. 1995 wurde ihm ein Porträtkonzert beim Musikfestival von Mailand gewidmet.

## Werke
- Canzone curva, detta dell’occhiolino für Gitarre, 1972
- Pensiero minore für Gitarre, 1972
- Canzone d’ombre für Gitarre, 1973
- Canzone a perdere für Gitarre, 1973
- Tantalo sorridente für Gitarre, 1973
- Canzone molle für Gitarre, 1973
- Capriccio alla siciliana für Gitarre, 1973
- Due notturni für Gitarre, 1973
- Scherzo (Omaggio à Escher) für Gitarre, 1974
- Blues für Gitarre, 1974
- Notturno (Tombeau for Jimi H.) für Gitarre, 1975
- Arie e Danze für Gitarre, 1976
- Uno e Trino für Flöte, Oboe und Klarinette, 1979
- Negli sguardi di Eurialo e Niso für Flöte, Klarinette, zwei Pflanzen (ins Wasser getaucht) und Tonband, 1980
- Cadenza estesa e Coda für Flöte und Tonband, 1981
- Icaros für Violine, 1981
- A guisa di un arcier presto soriano für Flöte, 1981
- ‘Oh, mia Euridice’…a Fragment für Klarinette und Viola, 1981
- Trompe-l’oreille für Flöte und Vibraphon, 1981
- Una forma, chiusa für Flöte, Violine und Viola, 1981
- Rondò di forza für Klavier, 1981
- Trobar clar für Flöte, Oboe, Klarinette, Saxophon und Trompete, 1982
- Impromptu für Klavier, 1982
- Épater! Épater! für Upright Piano, 1982
- Grande ballo futurista für Upright Piano, 1982
- Capriccio für zwei Klaviere, 1982
- Capriccio, detto l’ermafrodita für Bassklarinette, 1983
- Rousseau, le douanier: Follia d’Orlando für Klarinette, 1983
- Vietato ai minori für Upright Piano und Ensemble, 1983
- Nell’orecchio di Van Gogh, una pulce für Upright Piano und Ensemble, 1983
- Concavo, convesso für Upright Piano und Ensemble, 1983
- Gli italiani parlano tutti con le mani für Upright Piano und Ensemble, 1984
- De vulgari eloquentia für Klavier und Ensemble, 1984
- Hic sunt Leones für Klavier und Ensemble, 1984
- Orfeo, l’ennesimo, Oper, 1984
- Apocrifo für Upright Piano, 1984
- (Noche oscura) für Klavier und Ensemble, 1984–85
- Veneziano, Konzert für Klavier und Orchester, 1984–85
- Trobar clus für Klavier und Ensemble, 1985
- Dettaglio sacrilego für Schlagzeug und Ensemble, 1987
- Doppio concerto grosso für Klavier, Ensemble und großes Orchester, 1987
- Rondaccio für Klavier und Schlagzeug, 1988
- Il segreto für Sopran, Flöte, Oboe, Klarinette, Harfe, Violine, Viola, Cello und Schlagzeug, 1988
- Il satellite sereno für Flöte, Oboe, Klarinette, Violine, Cello, Klavier, Schlagzeug und Tonband, 1989
- Il sogno lyrisches Nocturne für Theater, für Sopran und Tonband, 1989
- I sogni sono soltanto schiuma? (Text von Sandro Cappelletto), Radiomusik, 1989
- Proverbs of Hell, Kantate nach William Blake, 1990–91
- Canzoniere ballato, Ballett, 1991
- Dove c’è un tabù c’è un desiderio, für zwei Kornette, Dulzian, vier Posaunen, Violine, Viola, Cello, Orgelpositiv und Cembalo, 1991
- Le fleuve (Text von Yves Bonnefoy) für Sopran, Klarinette und Schlagzeug, 1991
- Priapo assiderato für Gitarre, 1992
- Eco, c’è ascuti (Text von Giovanni Meli) für Mezzosopran und Vibraphon, 1993
- Orfeo, l’ennesimo, Suite zur Oper, 1993
- Tutti parlano (Text von Virgilio Guidi) für Sopran, Flöte und Cello, 1993
- Iti, guerrieri, amorosi (Text von Sandro Cappelletto), Radiomusik, 1993
- For a Month we Loved Forever für Schlagzeug, 1994
- Rap für Gitarre, 1994
- Ballo sghembo für zwei Klaviere und Schlagzeug, 1994
- Prélude à l’après-midi d’un fauve für Flöte. Violine und Klavier, 1994
- Preludio, a sguardi für Klavier, 1994
- Ciaccona del giglio für Gitarre, 1995
- Labirinto armonico (Fantasie über Kleines harmonisches Labyrinth von Johann Sebastian Bach) für Flöte, Oboe, Klarinette, Fagott, Streichquartett, Kontrabass, Klavier und Schlagzeug, 1995
- Anima mundi, Theaterstück für Tonbilder, für Stimmen, Ensemble und Tonband, 1995
- Susanna, Oratorium nach Sandro Cappelletto, 1995–96
- Frammenti d’acque, Musikdrama für Flöte, Trompete, Englischhorn, Harfe, Glasinstrumente, Schlagzeug und Liveelektronik, 1996
- Il giudizio universale, Opera buffa, 1996
- Pandora librante, Ballett nach Italo Calvino, 1997
- Due improvvisi für Disklavier, 1997
- Acrobata (Text von Edoardo Sanguineti) für vier Stimmen, 1997
- La vera storia dell’invenzione del pianoforte, Musiktheater für Schauspieler und Klavier, 1998
- Le cahier perdu de Casanova, szenisches Konzert, 1998
- Ciaccona für Klavier, 1998
- Passione secondo Marco, Oratorium nach Sandro Cappelletto, 1999–2000
- BIG BANG CIRCUS (Kleine Geschichte des Universums), Oper, Libretto vom Komponisten und Sandro Cappelletto, 2001–02
- Vita für Violine, 2003
- Soliloquy (Text von Sylvia Plath) für vier Frauenstimmen, 2003
- Dai filò di Zanzotto (Text von Andrea Zanzotto) für vier Frauenstimmen und Klavier, 2003
- Lied ohne Worte für Sopran, Kinderchor, Klavier und Tonband, 2004
- Vademecum für Sprecher, Ensemble und Liveelektronik, 2004
- Orfeo – Toccata (da Monteverdi)/La Via Lattea, musikalische Pilgerreise in zehn Stationen, 2004
- Pausa irreale für großes Orchester, 2004
- Il suono e il suo doppio für Cello, 2004
- De alchimia für Ensemble, 2004
- Il canto della pelle (SEX Unlimited), Melodramma giocosa mit Labyrinth für Sopran, Mezzosopran, Tenor, Bass, Schauspielerin, kleines Orchester und Liveelektronik, 2005
- Tocar Konzert für Klavier und Orchester, 2007

| Personendaten    | Personendaten           |
| ---------------- | ----------------------- |
| NAME             | Ambrosini, Claudio      |
| KURZBESCHREIBUNG | italienischer Komponist |
| GEBURTSDATUM     | 9. April 1948           |
| GEBURTSORT       | Venedig                 |